# Pedro Alejandro García
Pedro Alejandro García de la Cruz (Pisco, 14 de março de 1974) é um futebolista profissional peruano que atua como atacante.

## Carreira
Pedro Alejandro García fez parte do elenco da Seleção Peruana de Futebol da Copa América de 2001, 2004 e 2007.[carece de fontes?]